# ユニバーサルシティ駅
ユニバーサルシティ駅（ユニバーサルシティえき）は、大阪府大阪市此花区島屋六丁目にある、西日本旅客鉄道（JR西日本）桜島線（JRゆめ咲線）の駅である。駅番号はJR-P16。

## 概要
ユニバーサル・スタジオ・ジャパン (USJ) の最寄り駅として建設され、USJの開園に先立って開業した。建設時の仮駅名は「此花臨海駅」であった。
駅は帆船をデザインコンセプトにしており、駅舎の外観も帆船をイメージしている。なお、当駅は第2回近畿の駅百選に選定された。

## 歴史
- 2001年（平成13年）
  - 3月1日：駅東側の線路の高架化工事完成とともに、桜島線の安治川口駅 - 桜島駅間に新設開業。駅レンタカー営業開始[5]。これと同時に、桜島線の西九条駅 - 桜島駅間で「JRゆめ咲線」の愛称を使用開始。
  - 3月31日：ユニバーサル・スタジオ・ジャパンが開業。
- 2003年（平成15年）
  - 3月31日：駅レンタカーの営業が終了[6]。
  - 11月1日：ICカード「ICOCA」の利用が可能となる[7]。
- 2009年（平成21年）10月4日：大阪環状・大和路線運行管理システム導入。
- 2018年（平成30年）3月17日：駅ナンバリングが導入される。
- 2019年（平成31年・令和元年）
  - 2月15日：みどりの窓口の営業を終了[8]。
  - 2月16日：みどりの券売機プラスの利用を開始[8]。早朝無人化[8]。
  - 9月1日：業務委託駅となる。
- 2025年（令和7年）3月15日：ダイヤ改正に伴い、10月13日までの期間で臨時快速「エキスポライナー」の停車駅となる[9][10]。

## 駅構造
相対式ホーム2面2線を持つ地上駅。橋上駅舎を有しており、建築家の安藤忠雄の設計による帆船をイメージした、流線形の白い膜構造の屋根が特徴である。2面2線という単純な構造であるが、双単線運転に対応するため、出発信号機がある。改札口は1箇所。トイレは改札内。日本語と英語の放送が流れる。
株式会社JR西日本交通サービスによる業務委託駅（西九条駅の被管理駅）かつアーバンネットワークエリアに入っており、ICOCAが利用可能。また、当駅発着の長距離乗車券に際するJRの特定都区市内制度における、「大阪市内」に属する駅である。

### のりば
| のりば | 路線       | 方向 | 行先                   |
| ------ | ---------- | ---- | ---------------------- |
| 1      | JRゆめ咲線 | 上り | 西九条・大阪・京橋方面 |
| 2      | JRゆめ咲線 | 下り | 桜島方面               |

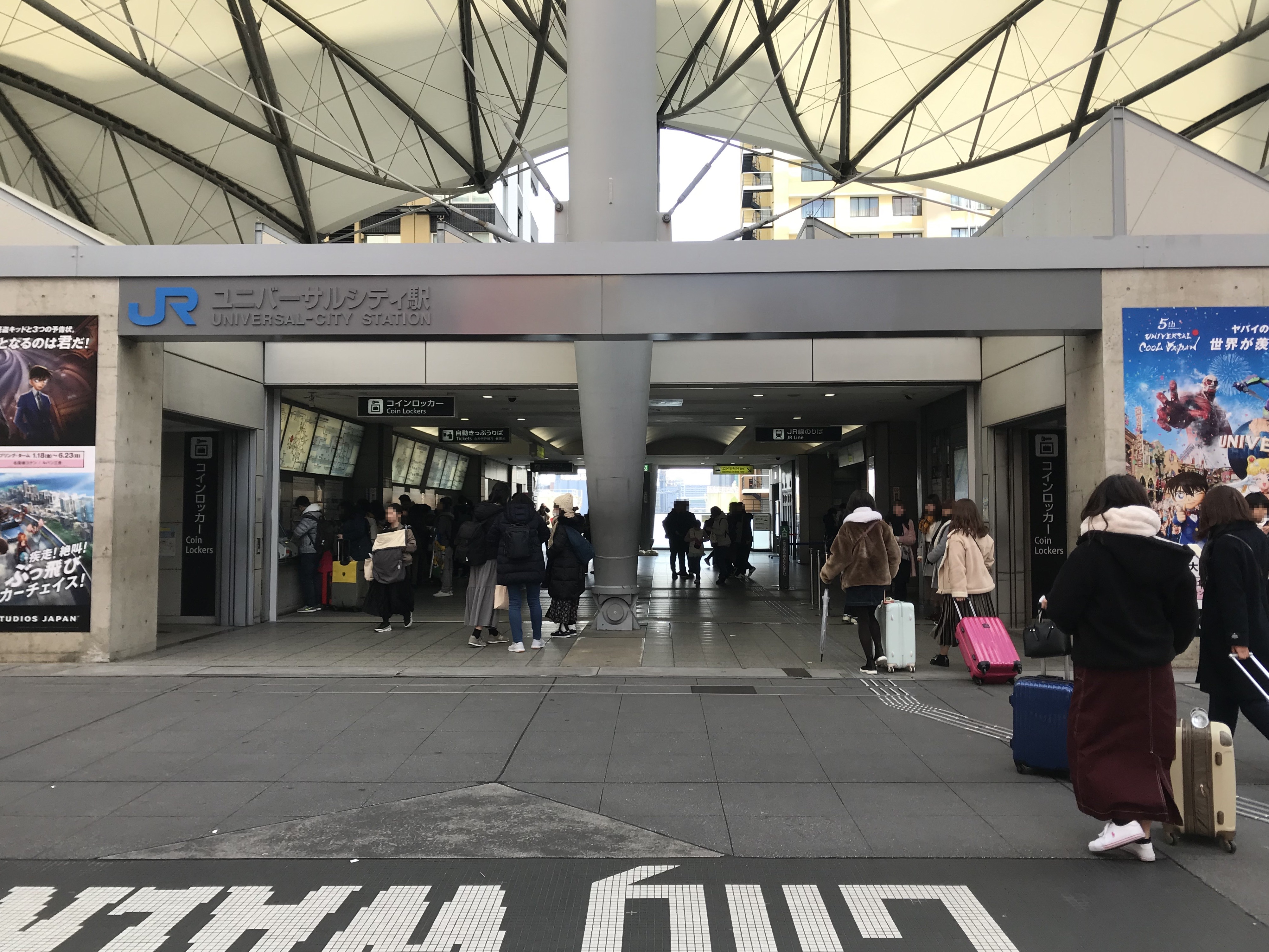
上表の路線名は旅客案内上の名称（愛称）で表記している。  - 駅入口（2019年2月）
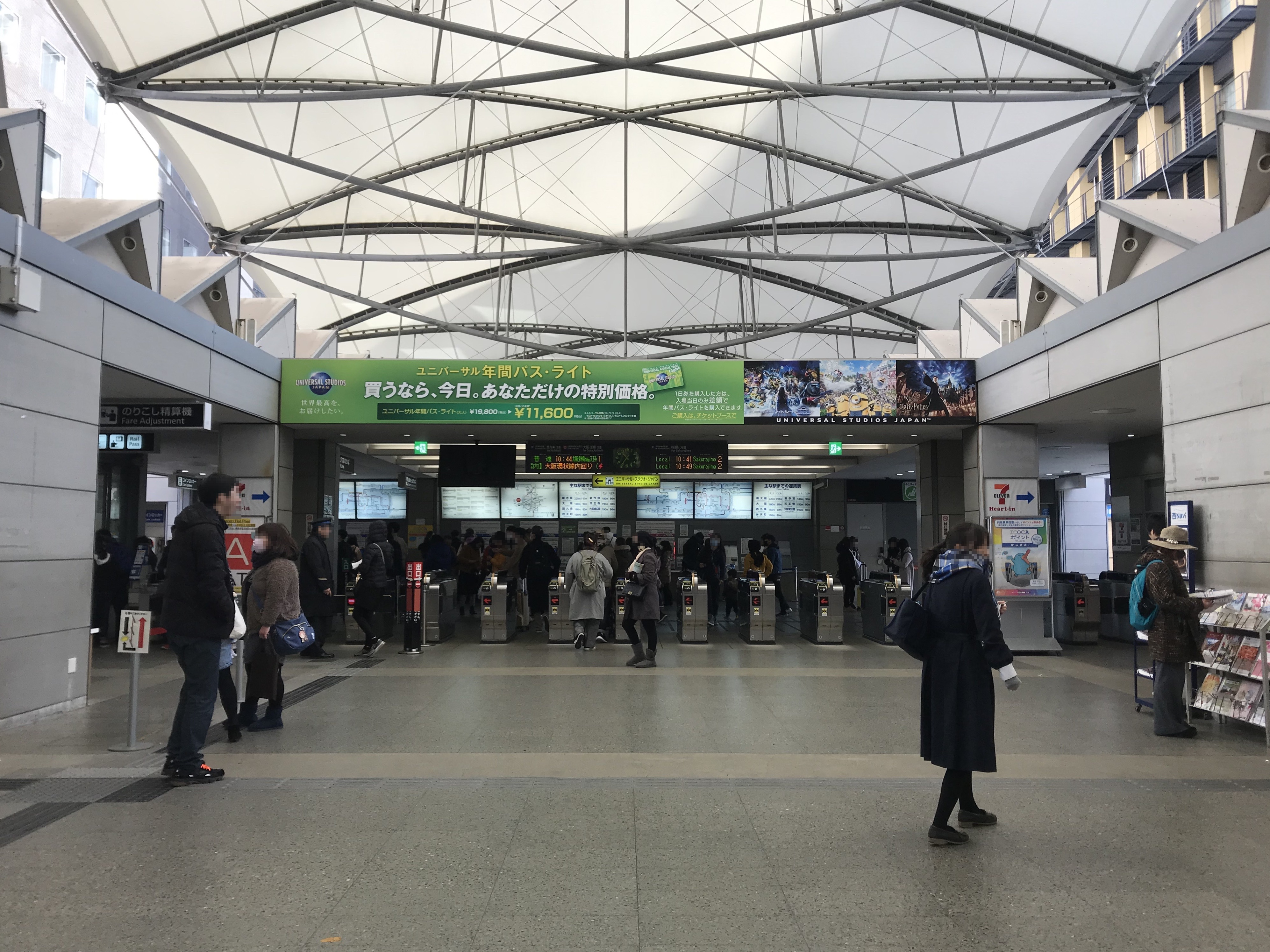
改札口
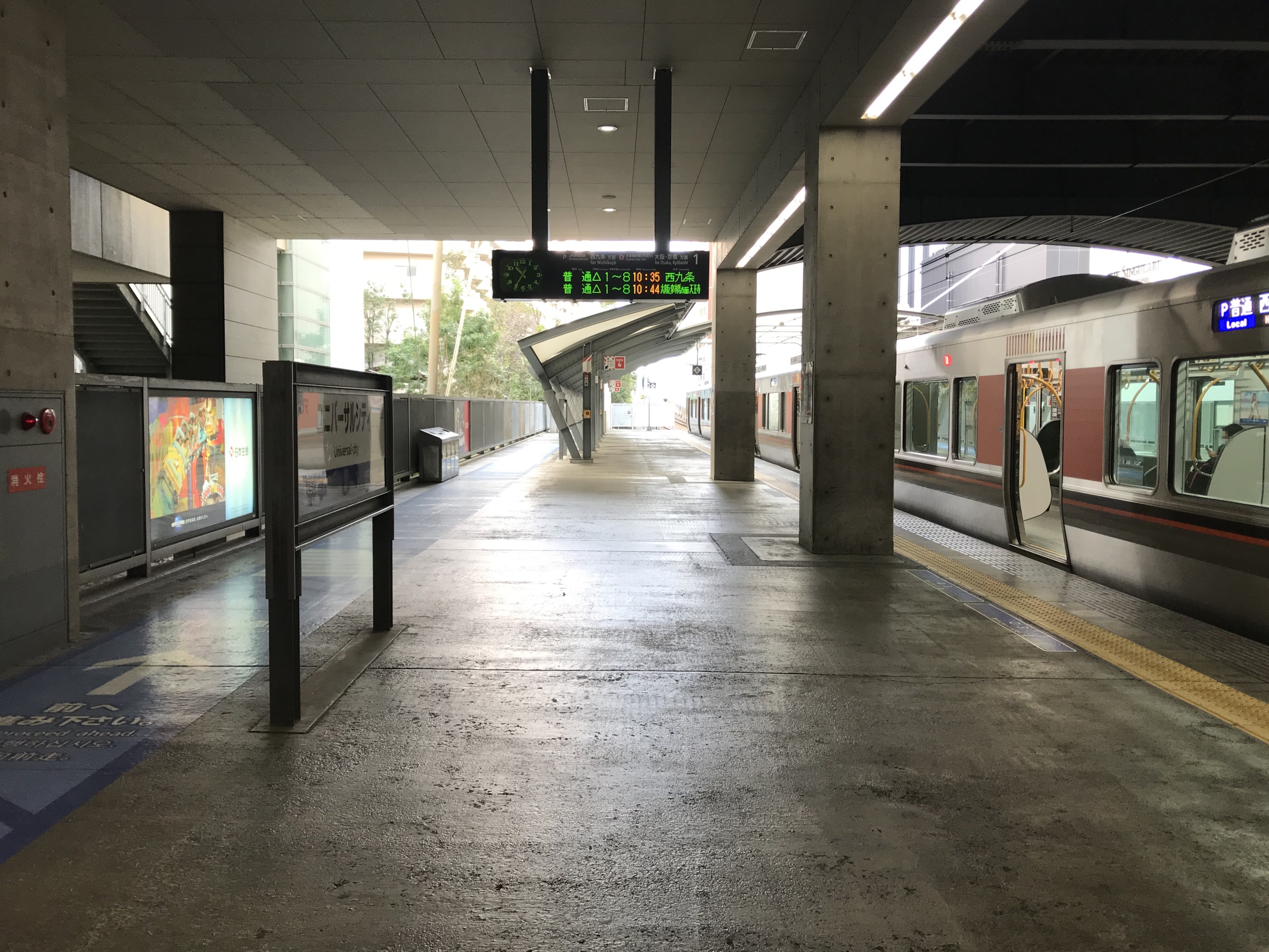
1番のりば
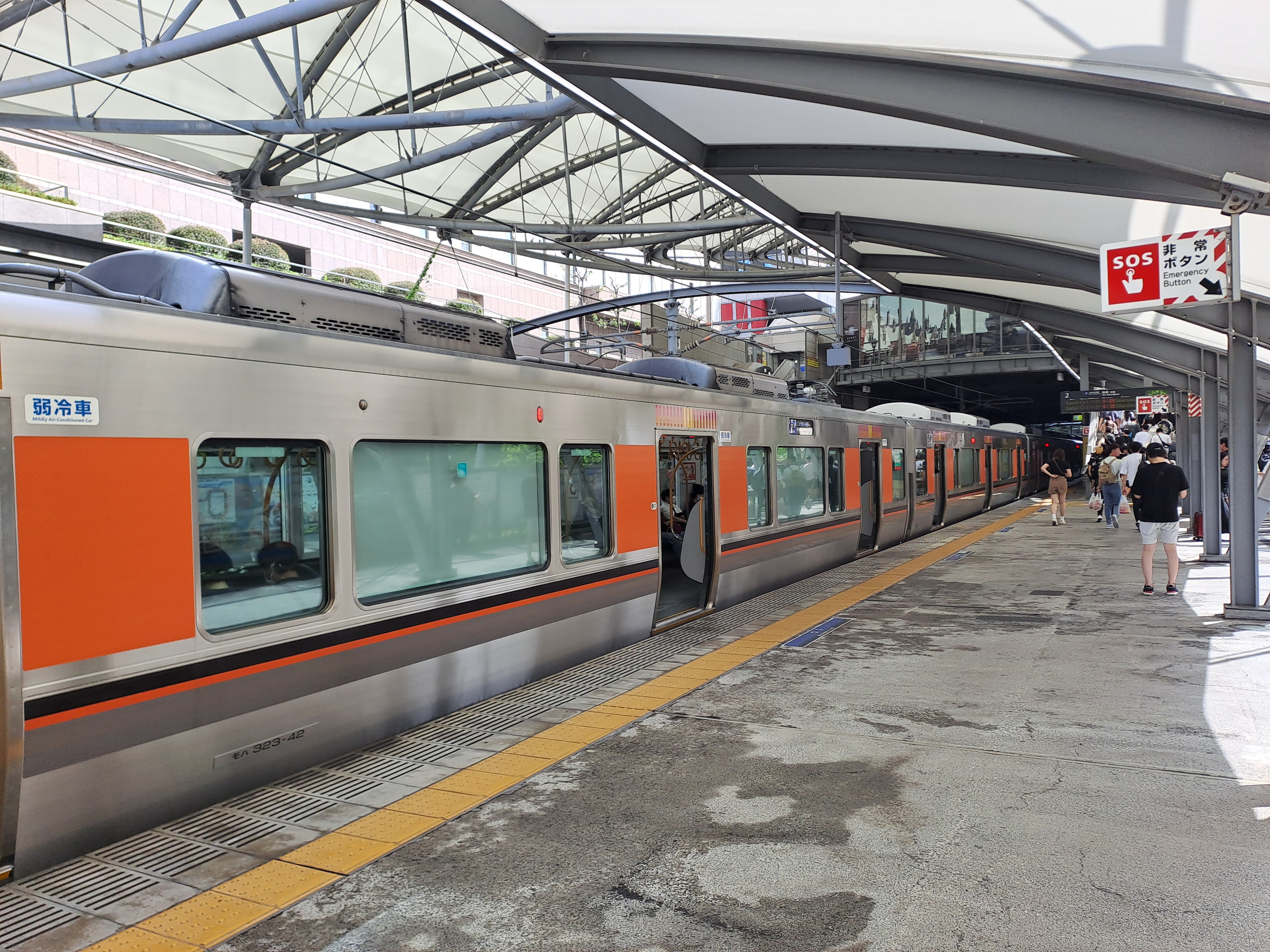
2番のりば（2023年7月）
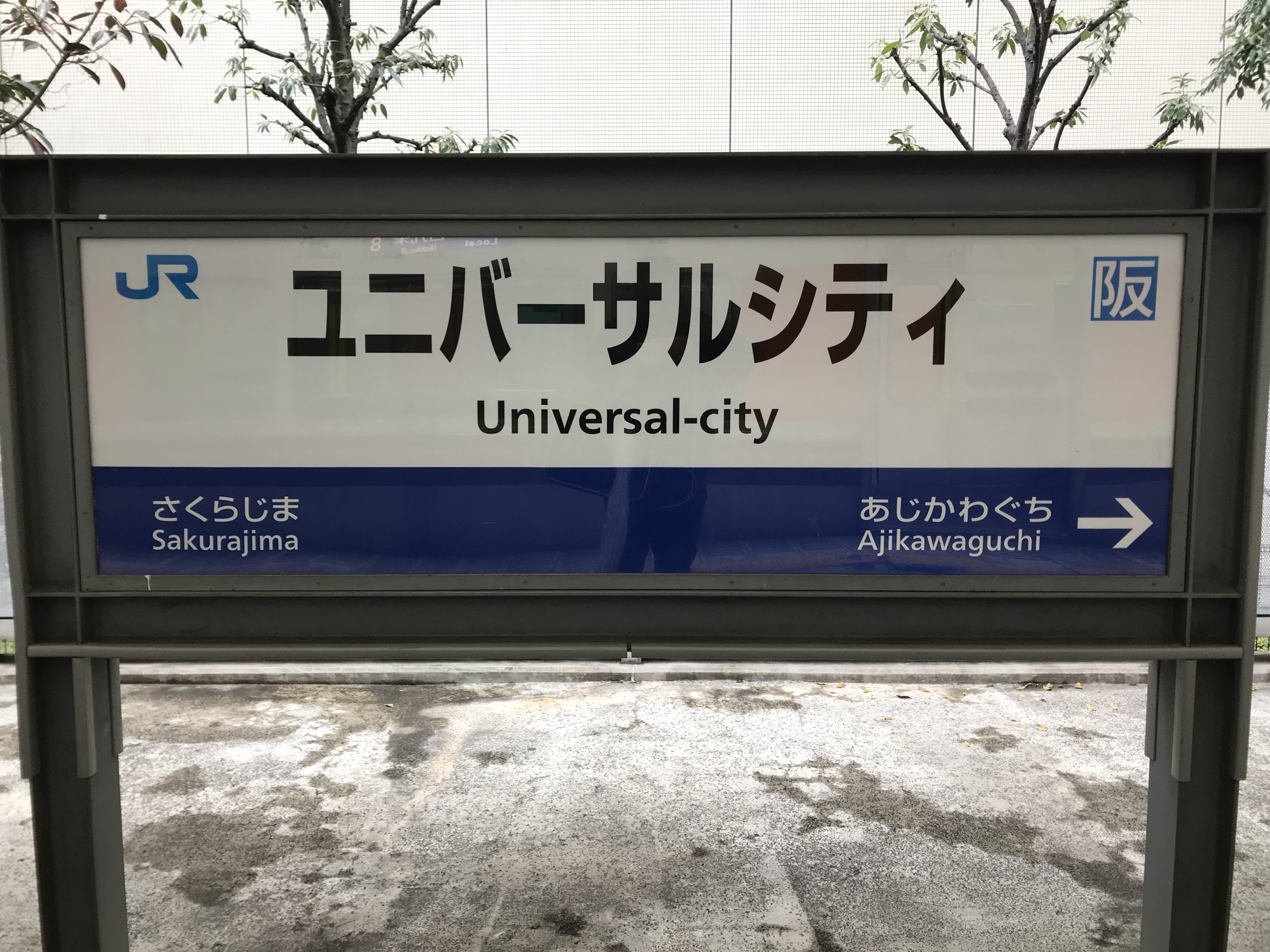
駅名標
  - 改札口
  - 1番のりば
  - 2番のりば（2023年7月）
  - 駅名標

## 利用状況
2023年（令和5年）度の1日平均乗車人員は35,271人であり、JR西日本の駅では第18位。開業以来、年度による利用客数の差が比較的大きくなっているが、2010年代から利用が急上昇している。2020年代初頭ではCOVID-19の世界的流行によるテーマパークの休園の影響を受けた一時的な激減も経ているが、その後爆発的に利用が回復し最新データでは数値・順位ともに過去最高となっている。
開業後各年度の1日平均乗車人員は下表の通り。
| 年度               | 1日平均 乗車人員 | 増減率 | 順位 | 定期利用状況 | 定期利用状況 | 出典      | 出典          |
| 年度               | 1日平均 乗車人員 | 増減率 | 順位 | 1日平均      | 定期率       | JR        | 大阪府        |
| ------------------ | ---------------- | ------ | ---- | ------------ | ------------ | --------- | ------------- |
| 2001年（平成13年） | 18,769           |        |      | 2,579        | 13.7%        |           | [ 大阪府 1 ]  |
| 2002年（平成14年） | 13,801           | -26.5% |      | 3,157        | 22.9%        |           | [ 大阪府 2 ]  |
| 2003年（平成15年） | 16,748           | 21.4%  |      | 3,283        | 19.6%        |           | [ 大阪府 3 ]  |
| 2004年（平成16年） | 14,499           | -13.4% |      | 3,190        | 22.0%        |           | [ 大阪府 4 ]  |
| 2005年（平成17年） | 14,322           | -1.2%  |      | 3,332        | 23.3%        |           | [ 大阪府 5 ]  |
| 2006年（平成18年） | 15,405           | 7.6%   |      | 3,687        | 23.9%        |           | [ 大阪府 6 ]  |
| 2007年（平成19年） | 16,272           | 5.6%   |      | 3,975        | 24.4%        |           | [ 大阪府 7 ]  |
| 2008年（平成20年） | 16,265           | -0.0%  |      | 4,180        | 25.7%        |           | [ 大阪府 8 ]  |
| 2009年（平成21年） | 15,452           | -5.0%  |      | 4,310        | 27.9%        |           | [ 大阪府 9 ]  |
| 2010年（平成22年） | 15,971           | 3.4%   |      | 4,512        | 28.3%        |           | [ 大阪府 10 ] |
| 2011年（平成23年） | 17,951           | 12.4%  |      | 4,569        | 25.5%        |           | [ 大阪府 11 ] |
| 2012年（平成24年） | 19,866           | 10.7%  |      | 4,580        | 23.1%        |           | [ 大阪府 12 ] |
| 2013年（平成25年） | 21,959           | 10.5%  | 45位 | 4,682        | 21.3%        | [ JR 1 ]  | [ 大阪府 13 ] |
| 2014年（平成26年） | 26,105           | 18.9%  | 30位 | 4,744        | 18.2%        | [ JR 2 ]  | [ 大阪府 14 ] |
| 2015年（平成27年） | 29,135           | 11.6%  | 26位 | 4,978        | 17.1%        | [ JR 3 ]  | [ 大阪府 15 ] |
| 2016年（平成28年） | 31,305           | 7.4%   | 26位 | 5,145        | 16.4%        | [ JR 4 ]  | [ 大阪府 16 ] |
| 2017年（平成29年） | 32,506           | 3.8%   | 23位 | 5,303        | 16.3%        | [ JR 5 ]  | [ 大阪府 17 ] |
| 2018年（平成30年） | 31,479           | -3.2%  | 24位 | 5,400        | 17.2%        | [ JR 6 ]  | [ 大阪府 18 ] |
| 2019年（令和元年） | 29,996           | -4.7%  | 28位 | 5,499        | 18.3%        | [ JR 7 ]  | [ 大阪府 19 ] |
| 2020年（令和02年） | 13,179           | -56.1% |      | 4,120        | 31.3%        |           | [ 大阪府 20 ] |
| 2021年（令和03年） | 17,032           | 29.2%  | 46位 | 4,005        | 23.5%        | [ JR 8 ]  | [ 大阪府 21 ] |
| 2022年（令和04年） | 30,615           | 79.8%  | 21位 | 4,416        | 14.4%        | [ JR 9 ]  | [ 大阪府 22 ] |
| 2023年（令和05年） | 35,271           | 15.2%  | 18位 | 4,762        | 13.5%        | [ JR 10 ] | [ 大阪府 23 ] |

## 駅周辺

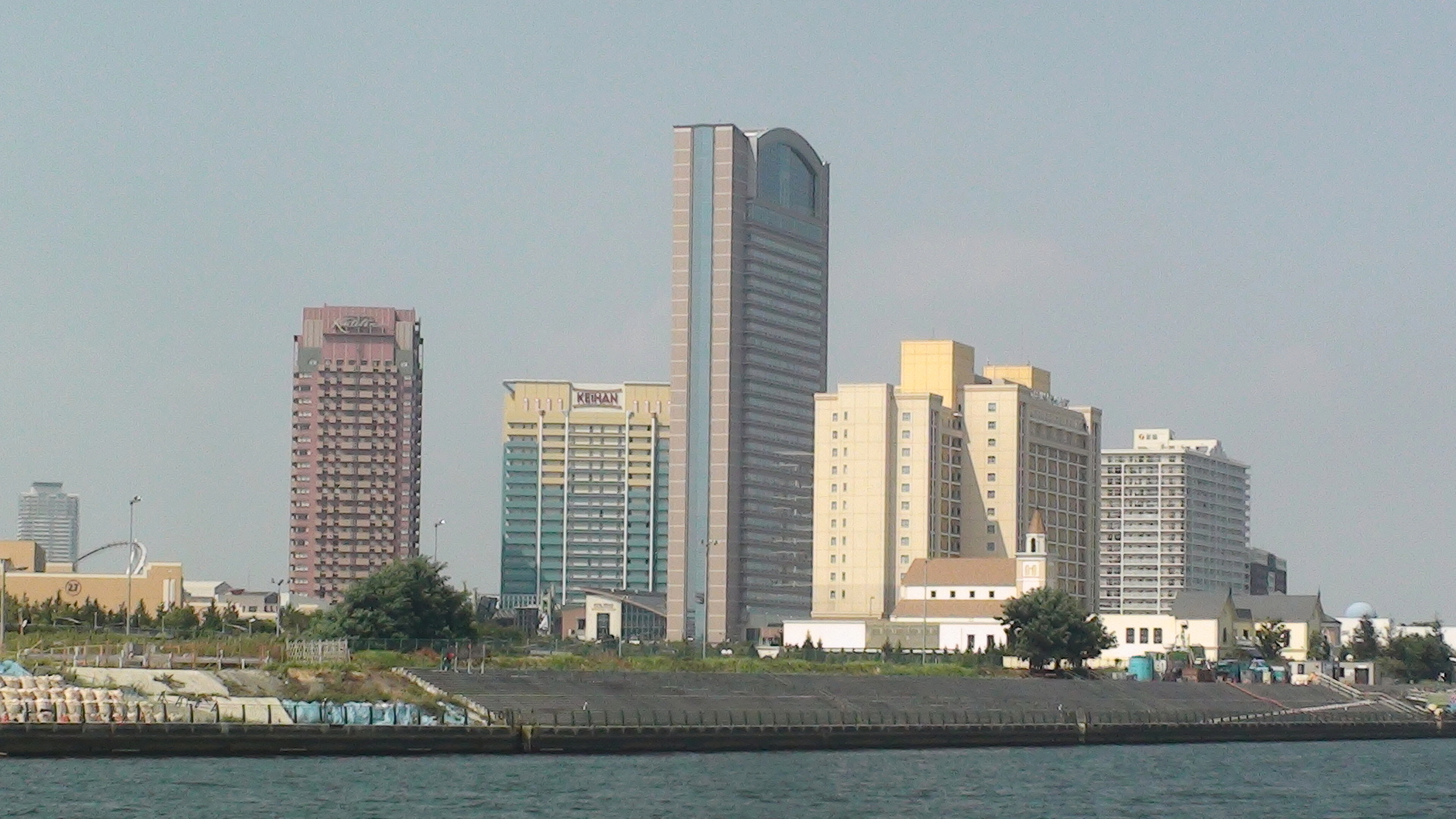
駅周辺（2010年8月）

2005年（平成17年）頃から駅前・駅周辺に分譲マンションが建ち始めており、ホテルの進出も増えつつある。
- ユニバーサル・スタジオ・ジャパン
- ユニバーサル・シティウォーク大阪
- ユニバーサル・シティ・ポート
- 北港運河公園
- 此花西部臨港緑地

ホテル
- ホテル近鉄ユニバーサル・シティ
- オリエンタルホテル ユニバーサル・シティ
- ホテル京阪 ユニバーサル・タワー
- ホテル ユニバーサル ポート
- ザ パーク フロント ホテル アット ユニバーサル・スタジオ・ジャパン
- THE SINGULARI HOTEL & SKYSPA at UNIVERSAL STUDIOS JAPAN[12]
- ホテル ユニバーサル ポート ヴィータ

## バス路線
大阪シティバス・北港観光バス・近鉄バスにより運行される以下の路線が発着する。
桜島二丁目東（大阪シティバス）
- 79号系統：桜島三丁目/西九条

JRユニバーサルシティ駅前（北港観光バス）
- 舞洲アクティブバス：JR桜島駅前・ロッジ舞洲前

ユニバーサル・シティウォーク大阪（近鉄バス）
- 関西空港リムジンバス：関西国際空港

## その他
- 本家ハリウッドにあるユニバーサル・スタジオ・ハリウッドの最寄駅（メトロ・レッドライン）も当駅と同じ名称（ユニバーサルシティ駅）である。
- ゴールデンウィークや夏休みなどの多客期に、当駅を始終着とする特急「ユニバーサルエクスプレス」が運転されていたが、2010年の春以降はその設定が無い。

## 隣の駅
西日本旅客鉄道（JR西日本）
 JRゆめ咲線（桜島線）
■■臨時快速「エキスポライナー」
大阪駅（うめきたホーム）(大阪環状線・JR-O11) - ユニバーサルシティ駅 (JR-P16) - 桜島駅 (JR-P17)
■普通
安治川口駅 (JR-P15) - ユニバーサルシティ駅 (JR-P16) - 桜島駅 (JR-P17)

### 記事本文

### 利用状況
1. ↑  データで見るJR西日本 - JR西日本
2. ↑  大阪府統計年鑑 - 大阪府
3. ↑  大阪市統計書 - 大阪市

#### データで見るJR西日本
1. ↑  データで見るJR西日本2014 (PDF)  - JR西日本（ウェイバックマシン）
2. ↑  データで見るJR西日本2015 (PDF)  - JR西日本（ウェイバックマシン）
3. ↑  データで見るJR西日本2016 (PDF)  - JR西日本（ウェイバックマシン）
4. ↑  データで見るJR西日本2017 (PDF)  - JR西日本
5. ↑  データで見るJR西日本2018 (PDF)  - JR西日本
6. ↑  データで見るJR西日本2019 (PDF)  - JR西日本
7. ↑  データで見るJR西日本2020 (PDF)  - JR西日本
8. ↑  データで見るJR西日本2022 (PDF)  - JR西日本
9. ↑  データで見るJR西日本2023 (PDF)  - JR西日本
10. ↑  データで見るJR西日本2024 (PDF)  - JR西日本

#### 大阪府統計年鑑
1. ↑  大阪府統計年鑑（平成14年） (PDF)
2. ↑  大阪府統計年鑑（平成15年） (PDF)
3. ↑  大阪府統計年鑑（平成16年） (PDF)
4. ↑  大阪府統計年鑑（平成17年） (PDF)
5. ↑  大阪府統計年鑑（平成18年） (PDF)
6. ↑  大阪府統計年鑑（平成19年） (PDF)
7. ↑  大阪府統計年鑑（平成20年） (PDF)
8. ↑  大阪府統計年鑑（平成21年） (PDF)
9. ↑  大阪府統計年鑑（平成22年） (PDF)
10. ↑  大阪府統計年鑑（平成23年） (PDF)
11. ↑  大阪府統計年鑑（平成24年） (PDF)
12. ↑  大阪府統計年鑑（平成25年） (PDF)
13. ↑  大阪府統計年鑑（平成26年） (PDF)
14. ↑  大阪府統計年鑑（平成27年） (PDF)
15. ↑  大阪府統計年鑑（平成28年） (PDF)
16. ↑  大阪府統計年鑑（平成29年） (PDF)
17. ↑  大阪府統計年鑑（平成30年） (PDF)
18. ↑  大阪府統計年鑑（令和元年） (PDF)
19. ↑  大阪府統計年鑑（令和2年） (PDF)
20. ↑  大阪府統計年鑑（令和3年） (PDF)
21. ↑  大阪府統計年鑑（令和4年） (PDF)
22. ↑  大阪府統計年鑑（令和5年） (PDF)
23. ↑  大阪府統計年鑑（令和6年） (PDF)